# Andrius Mažutis
Andrius Mažutis (Mažeikiai, 21 aprile 1981) è un ex cestista lituano.

## Carriera
Con la Lituania ha disputato i Campionati europei del 2009.